# كارلوس رييس
كارلوس رييس (بالإسبانية: Carlos Reyes)‏ (1957 بمونتفيدو في الأوروغواي - 11 يونيو 2009) هو لاعب كرة قدم أوروغواني في مركز الوسط. لعب مع بنيارول وريال إسبانيا وناسيونال مونتيفيديو ونادي أليانزا ‏ وC.D. Sonsonate ‏ ونادي أورورا.

## وصلات خارجية
- كارلوس رييس على موقع قاعدة بيانات كرة القدم.إي يو (الإنجليزية)